# Kritón (filozófus)
Kritón (i. e. 3. század) görög filozófus
Aiginában élt és alkotott, a püthagoreus filozófia követője volt. Munkái szinte teljesen elvesztek, néhány töredékét Sztobaiosz őrizte meg.